# Туберкульоз кісток та суглобів

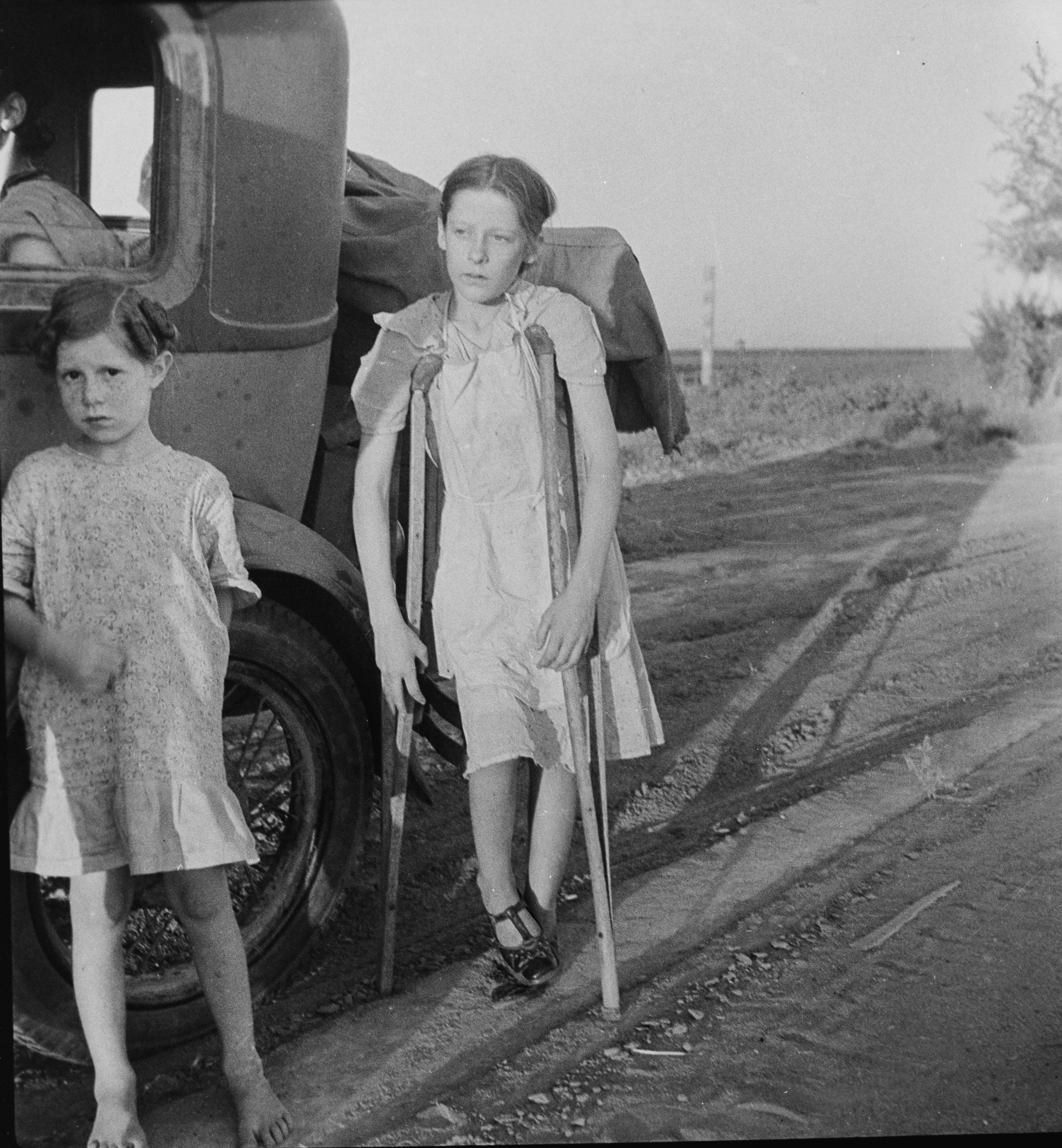
Хвора дівчина, Оклахома, 1935

Туберкульоз кісток та суглобів — захворювання, що розвивається при занесенні туберкульозної інфекції гематогенним шляхом з первинного туберкульозного вогнища.
Хворіють переважно діти у перші 10 років життя. Уражаються туберкульозом переважно хребет та великі суглоби, але можуть бути уражені й інші кістки.
У більшості випадків туберкульозний осередок локалізується у епіфізі суглобового кінця кістки. Спочатку утворюється ізольоване вогнище, а потім відбувається поширення процесу на суглобові хрящі та синовіальну оболонку. У залежності від того, які частини суглоба уражені, розрізняють синовіальну та кісткову форму туберкульозу.
- При туберкульозному синовіті, якщо рано встановлений діагноз та своєчасно розпочате протитуберкульозне лікування, процес швидко затухає. В іншому випадку процес прогресує далі, руйнуючи зв'язковий апарат та суглобові кінці кісток.
- При кістковій формі туберкульозу процес починається у губковій речовині суглобового кінця кісток та протікає по-різному. Іноді він обмежується утворенням порожнини, яка поступово замінюється грануляціями. В інших випадках процес поступово охоплює усе нові й нові ділянки кістки. Одночасно у процес долучається суглоб. Розрізняють преартричну фазу (до ураження суглоба), артричну — вторинний артрит, коли туберкульозний процес з кістки переходить на суглоб, та постартричну, коли процес у суглобі затухає та настає тривала ремісія.

## Симптоми, перебіг
Характерними ознаками кістково-суглобового туберкульозу є:
- набряк суглоба
- скупчення у порожнині суглоба серозного або серозно-фібринозного ексудату
- атрофія м'яких тканин ураженої кінцівки
- біль та обмеження рухів у суглобі
- м'язова контрактура
- розрідження кіскової речовини, звуження або розширення суглобової щілини (на рентгенограмах) у залежності від того, є або немає ексудату у порожнині суглоба.

## Лікування
Лікування проводять у протитуберкульозних диспансерах, спеціалізованих лікарнях та санаторіях. Лікування протитуберкульозними препаратами тривале, курсове.